# Assassinats de la Miami Showband
Els assassinats de la Miami Showband (també conegut com la massacre de la Miami Showband) va ser un atac del grup paramilitar lleialista Ulster Volunteer Force (UVF), el 31 de juliol de 1975. Va tenir lloc a la carretera A1 a Buskhill, al comtat de Down, Irlanda del Nord. L'atac va comptar amb el suport de Robert Nairac, un agent de la intel·ligènica britànica que va facilitar uniformes i l'equip als paramilitars. Cinc persones van morir, entre elles tres membres de The Miami Showband, que eren una de les bandes més populars d'Irlanda en aquells moments, popularment coneguts com els Beatles irlandesos.
La banda viatjava a Dublín a altes hores de la nit després d'una actuació a Banbridge. A mig camí de Newry, el seu minibús es va aturar en el que semblava ser un punt de control militar, on paramilitars armats, vestits amb uniformes de l'Exèrcit britànic, els van ordenar aturar-se a un costat de la carretera. Almenys quatre dels pistolers eren soldats de l'Ulster Defence Regiment (UDR), i tots eren membres de la UVF. Dos dels pistolers van morir quan va esclatar prematurament una bomba que els paramilitars pretenien amagar al minibus. Els altres van obrir foc contra els membres de la banda, matant-ne tres i ferint-ne dos. S'ha suggerit que la bomba estava destinada a explotar en ruta, de manera que els membres de la banda semblarien ser contrabandistes de bombes de l'IRA, i s'establirien mesures de seguretat més estrictes a la frontera.
Dos soldats en actiu de l'UDR, i un antic soldat del mateix regiment, van ser declarats culpables dels assassinats i condemants cadena perpètua. Van ser alliberats el 1998. Els responsables de l'atac pertanyien al clan Glenanne, una aliança secreta de militants lleialsites, formada per oficials de la Royal Ulster Constabulary (RUC) i soldats de l'UDR. Sempre hi ha hagut al·legacions que agents d'intel·ligència militar britànics hi estaven involucrats, fet que ha estat confirmat per documents del Ministeri de Defensa britànic.
La massacre va colpejar durament l'escena musical d'Irlanda del Nord, que havia reunit joves catòlics i protestants. En un informe publicat al Sunday Mirror el 1999, Colin Wills va qualificar l'atac a la Miami Showband com "una de les pitjors atrocitats en els 30 anys d'història dels Troubles".

## Context

### Situació política a Irlanda del Nord
El conflicte de finals del segle XX a Irlanda del Nord, conegut com The Troubles, va començar a finals de la dècada de 1960. L'any 1975 va estar marcat per una escalada d'atacs sectaris i una dura disputa entre els dos principals grups paramilitars lleialistess, l'Ulster Volunteer Force (UVF) i l'Ulster Defence Association (UDA). El 4 d'abril de 1974, la proscripció contra l'UVF havia estat aixecada per Merlyn Rees, secretària d'Estat per a Irlanda del Nord, fet que significava que tant UDA com UDA eren organitzacions legals. L'UVF tornaria a ser il·legalitzada pel govern britànic el 3 d'octubre de 1975.
El maig de 1974, els unionistes van convocar una vaga general per protestar contra l'Acord de Sunningdale, que va crear un Executiu d'Irlanda del Nord i un Consell d'Irlanda transfronterer, que hauria donat veu al Govern d'Irlanda en la situació d'Irlanda del Nord. Durant aquesta vaga del 17 de maig, l'UVF va col·locar cotxes bomba a Dublín i Monaghan, que van matar 33 civils. L'IRA va utilitzar el mateix mètode per atacar dos pubs a la ciutat anglesa de Birmingham el novembre següent, provocant 21 morts.
El ministre de l'Interior del Regne Unit, Roy Jenkins, va presentar la Llei de prevenció del terrorisme, que va donar al govern poders sense precedents contra la llibertat dels britànics en temps de pau. El Nadal de 1974, l'IRA va declarar l'alto el foc, que teòricament va durar durant la major part del 1975. Aquest moviment va fer que els lleialistes tinguessin recel i sospita que s'estava duent a terme un acord secret entre el govern britànic i l'IRA, i que els protestants d'Irlanda del Nord estarien "venguts". De fet, els seus temors estaven lleugerament fonamentats, ja que l'oficial del MI6 Michael Oatley va estar involucrat en negociacions amb un membre del Consell de l'Exèrcit de l'IRA, durant les quals es van discutir les "estructures de desvinculació" d'Irlanda. Això hauria suposat la possible retirada de les tropes britàniques d'Irlanda del Nord. L'existència d'aquestes converses va fer que els unionistes creguessin que estaven a punt de ser abandonats pel govern britànic i obligats a formar una Irlanda unida; com a resultat, els grups paramilitars lleialistes van reaccionar amb una violència que, combinada amb les represàlies de l'IRA (malgrat el seu alto el foc), van convertir el 1975 en un dels "anys més sagnants del conflicte".
A principis de 1975, Merlyn Rees va convocar unes eleccions per constituir la Convenció Constitucional d'Irlanda del Nord, on tots els representants polítics d'Irlanda del Nord havien de determinar el futur d'aquesta part de l'illa. Aquests es van celebrar l'1 de maig de 1975 i el Consell Unionista de l'Ulster Unit (UUUC), que havia guanyat 11 dels 12 escons nord-irlandesos a les eleccions generals de febrer de 1974, va tornar a guanyar la majoria. Com que la UUUC no compliria cap forma de compartir el poder amb el govern de Dublín, no es va poder arribar a cap acord i la convenció va fracassar.

### Robin Jackson i la Brigada Mid-Ulster
La Brigada Mid-Ulster de l'UVF operava principalment a les zones de Portadown i Lurgan. Havia estat creada a Lurgan el 1972 pel sergent a temps parcial del Regiment de Defensa de l'Ulster (UDR) i instructor de personal permanent Billy Hanna, que es va fer comandant de la brigada. El seu lideratge va ser recolzat pel líder de l'UVF, Gusty Spence. L'autor Don Mullan va descriure la brigada com una de les unitats paramilitars més despietades que operaven als anys setanta.
En el moment de l'atac, la brigada Mid-Ulster estava dirigida per Robin Jackson, també conegut com "El Xacal". Jackson havia assumit el comandament de la UVF de Mid-Ulster pocs dies abans de l'atac de la Miami Showband, després de matar l'anterior cap de la brigada, Billy Hanna, el 27 de juliol de 1975 a Lurgan. Segons els autors Paul Larkin i Martin Dillon, Jackson era amb Harris Boyle quan va matar Hanna. [11] Hanna va ser esmentat per l'antic agent del cos d'intel·ligència britànic Colin Wallace com a organitzador dels Atemptats de Dublín i Monaghan de 1974, juntament amb Jackson. El periodista Joe Tiernan va suggerir que Hanna va ser executat per haver-se negat a participar en l'atac de la Miami Showband, i que s'havia convertit en un informador dels Gardaí irlandesos a canvi d'immunitat en la causa pels atemptats de Dublín. Dillon suggereix que, com que hi havia diversos membres de l'UDR a l'UVF, i estava previst que s'utilitzessin per a l'emboscada de la Miami Showband, es va considerar que Hanna suposava un "risc de seguretat" i l'UVF va decidir que havia de ser eliminat abans que alertés les autoritats.
Jackson era un presumpte agent de la RUC Special Branch, i algunes fonts han assenyalat que estava relacionat amb el capità Robert Nairac, de la intel·ligència britànica. Un informe de l'Irish Times va implicar Jackson en els atemptats de Dublín. El Centre Pat Finucane li ha atribuït més de 100 assassinats.

### The Miami Showband
La Miami Showband va ser una popular banda de Dublín, que gaudia a Irlanda d'una fama a l'estil dels Beatles, segons el periodista Peter Taylor. Les showbands irlandeses eren grups que tocaven a sales ball, amb formacions de sis o set membres, amb un repertori bàsic que incloïa des de versions d'èxits pop del moment fins a música de ball de sempre, incloent estils com el rock, el country o dixieland. De vegades, les showbands també tocaven música tradicional irlandesa a les seves actuacions. Segons el Irish Times, en el moment més àlgid de la popularitat de les showbands irlandeses (des de la dècada de 1950 fins a la dècada de 1970), fins a 700 grups van actuar a sales de tota Irlanda cada nit.
Originalment anomenada Downbeats Quartet, la Miami Showband va ser recomposada el 1962 pel promotor de rock Tom Doherty, que els va donar el seu nou nom. Amb el dublinès Dickie Rock com a vocalista, la formació de la Miami Showband va anar fent molts canvis. El desembre de 1972, Rock va deixar la banda per ser substituït breument per dos germans, Frankie i Johnny Simon. Aquell mateix any, el teclista Francis (Fran) O'Toole (de Bray, comtat de Wicklow) havia guanyat el Gold Star Award al programa de televisió Reach For the Stars de la RTÉ.A principis de 1973, Billy MacDonald (també conegut com a "Billy Mac") va assumir el càrrec de líder del grup quan els germans Simon van deixar la banda. L'any següent, Fran O'Toole es va convertir en el vocalista principal de la banda després que Mick Roche (el substitut de Billy Mac) fos destituït. O'Toole va convertir-se en un ídol per a les fans que el grup tenia als dos costats de la frontera, i va ser descrit per l'ex-baixista de Miami Showband, Paul Ashford, com el "millor cantant de soul" d'Irlanda. A Ashford se li va demanar que deixés la banda el 1973, per queixar-se que actuar a Irlanda del Nord posava en risc les seves vides. Va ser substituït per Johnny Brown, que al seu torn va ser substituït per Dave Monks fins que finalment Stephen Travers es va convertir en el baixista permanent de la banda. A finals de 1974, la cançó de Miami Showband "Clap Your Hands and Stomp Your Feet" (amb O'Toole a la veu principal) va arribar al núm. 8 a les llistes d'Irlanda.
La formació de 1975 estava formada per quatre catòlics i dos protestants. El vocalista i teclat Fran O'Toole, de 28 anys, catòlic; el guitarrista Anthony (Tony) Geraghty, de 24 anys, catòlic, de Dublín; el trompetista Brian McCoy, de 32 anys, protestant, de Caledon, al comtat de Tyrone; el saxofonista Des McAlea (també conegut com "Des Lee"), de 24 anys, catòlic, de Belfast; el baixista Stephen Travers, de 24 anys, catòlic, de Carrick-on-Suir, comtat de Tipperary; i el bateria Ray Millar, protestant, d'Aontroim. O'Toole i McCoy estaven casats; cadascun tenia dos fills. Geraghty es va comprometre a casar-se.
La seva música va ser descrita com "contemporània i transatlàntica", sense cap referència al conflicte d'Irlanda del Nord. Cap el 1975, havien guanyat un gran nombre de seguidors, tocant a sales de ball de tota l'illa. La banda no tenia cap interès manifest en la política ni en les creences religioses de les persones que formaven el seu públic, i estaven preparats per viatjar a qualsevol lloc d'Irlanda per actuar per als seus fans.

## Emboscada

### Control fals

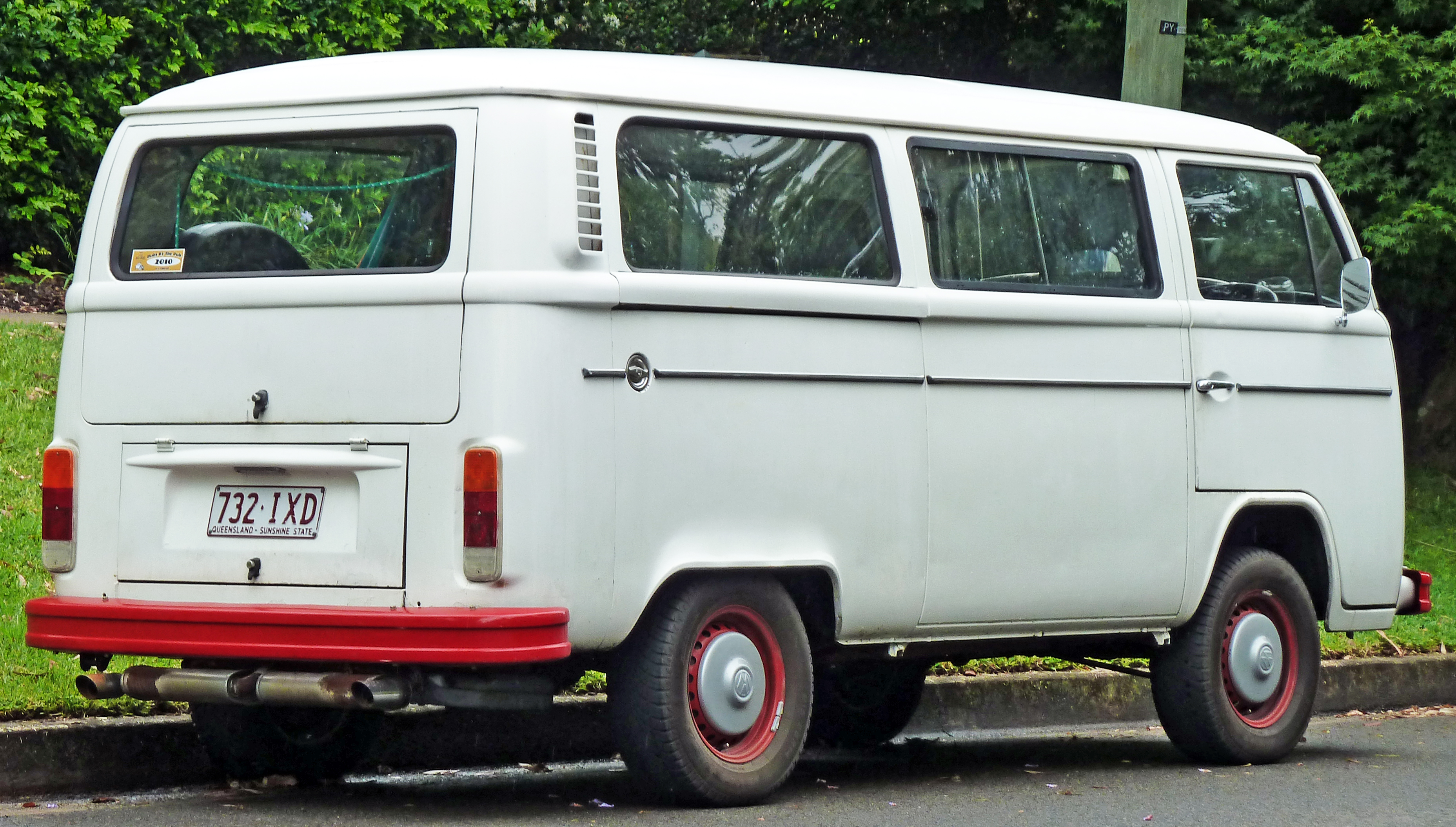
Una Volkswagen T2, similiar a la que transportava els músics la nit dels fets

Cinc membres de la banda dublinesa viatjaven a casa després d'una actuació al Castle Ballroom de Banbridge el dijous 31 de juliol de 1975. Ray Millar, bateria de la banda, no estava amb ells, ja que havia decidit anar a la seva ciutat natal d'Aontroim per passar la nit amb els seus pares. L'organitzador de la gira de concerts, Brian Maguire, ja s'havia avançat uns minuts abans amb la furgoneta de l'equip. Al voltant de les 2:30 del matí, quan la banda estava a 11 km al nord de Newry, a la carretera principal A1, el minibús Volkswagen (conduït pel trompetista Brian McCoy, amb el baixista Stephen Travers al seu costat) va arribar a la ciutat de Buskhill. Prop de la cruïlla amb Buskhill Road van ser indicats per homes armats amb uniformes de l'Exèrcit britànic, agitant una torxa vermella en un moviment circular. Durant aquell perídode dels Troubles, era normal que l'Exèrcit britànic instal·lés punts de control en qualsevol moment.
Suposant que es tractava d'un control legal, McCoy va informar als altreS companys del minibús i es va aturar allà on li assenyalaven els homes armats. Mentre McCoy baixava per la finestra i treia el seu permís de conduir, els militars es van acostar al minibús i un d'ells va dir en un accent irlandès del nord, "Bona nit, fellas. Com estan les coses? Podeu sortir de la furgoneta uns minuts, i només farem una ullada?". Els membres de la banda van sortir i se'ls va dir educadament que s'aliniessin amb les mans al cap. Més homes uniformats van aparèixer d'entre la foscor, amb les seves armes apunatant al minibús.
Després que McCoy els digués que eren The Miami Showband, Thomas Crozier (que tenia una llibreta) va demanar als membres de la banda els seus noms i adreces, mentre que els altres van feien broma sobre l'èxit de la seva actuació aquella nit, preguntant qui era Dickie Rock. Quan Crozier va tenir la informació, un cotxe va parar i un altre home uniformat va aparèixer en escena. Portava un uniforme i una boina notablement diferent de les altres. Aquell soldat va parlar amb un accent anglès, educat, i immediatament es va fer càrrec de la situació, ordenant a un home que li digués a Crozier que a banda d'adreces aconseguís la data de naixement dels músics. A partir d'aquest moment, ningú més va fer cap comentari jocós. El nou soldat no va parlar amb cap dels membres de la banda, ni es va dirigir directament a Crozier. Va transmetre totes les seves instruccions al pistoler al comandament.
Travers, el nou baixista de la banda, va assumir que era un oficial de l'exèrcit britànic, una opinió compartida per McCoy. Just després de l'arribada d'aquest misteriós soldat, McCoy va empenyent Travers, que estava al seu costat, i el va tranquil·litzar dient "No et preocupis Stephen, això és l'exèrcit britànic". Travers pensava que McCoy, un protestant d'Irlanda del Nord, estava familiaritzat amb els controls de seguretat i havia considerat que l'Exèrcit britànic regular seria més eficient que el Regiment de Defensa de l'Ulster (UDR), que tenia una reputació de comportament poc professional i imprevisible, especialment cap a les persones de la República. McCoy, fill del Gran Mestre de l'Orde d'Orange del Comtat de Tyrone, tenia parents propers a les forces de seguretat; el seu cunyat era un antic membre dels B Specials, dissolts el 1970. Travers va descriure McCoy com una "figura sofisticada, ens feia de pare. Tothom respectava en Brian". Les paraules de McCoy, per tant, van ser preses seriosament pels altres membres de la banda.

### Explosió
Sense que els membres de la banda els veiessin, dos dels paramilitars van col·locar una bomba de rellotgeria de 4,5 kg, que estava dins d'un maletí, sota el seient del conductor del minibús. El pla de l'UVF era que la bomba explotés quan el minibús hagués arribat a Newry, matant a tots els ocupants.
Des McAlea i Stephen Travers van sentir dos dels homes armats remenant la part posterior del minibús, on tots dos guardaven els instruments. Preocupat per la possibilitat que estiguessin danyats, McAlea es va acostar als paramilitars i va preguntar si podia treure el saxòfon. Quan li van dir que si, el va col·locar a terra, va obrir la caixa i després va tornar a posar-se a la fila. Travers també es va apropar als homes armats i els va dir que anessin amb compte amb la seva guitarra. Preguntat sobre si tenia alguna cosa valuosa dins del cas, Travers va respondre que no. El pistoler el va girar, li va donar un fort cop a l'esquena i el va empènyer cap a la formació. Mentrestant, altres dos homes armats a la part davantera del microbús col·locaven el maletí que contenia la bomba sota el seient del conductor.
Quan el dispositiu es va inclinar de costat, les soldadures maldestres del rellotge que havien utilitzat com a temporitzador van fer que la bomba explotés prematurament, destrossant el minibús i matant els homes de l'UVF Harris Boyle (22 anys, tècnic de telefònia de Portadown) i Wesley Somerville (34 anys, treballador tèxtil de Moygashel) a l'instant. Llançats en direccions oposades, tots dos van ser decapitats i esmembrats per l'explosió. El que va quedar dels seus cossos es va carbonitzar sense possibilitat de reconeixement.

### Trets
Després de l'explosió, els paramilitars que quedaven vius van començar a cridar i disparar contra els atordits membres de la banda, que havien caigut al camp per sota del nivell de la carretera per la força de l'explosió. Segons Martin Dillon, l'ordre de disparar va ser donada per l'aparent líder de la patrulla, James McDowell, per eliminar els testimonis del fals control i l'esclat de la bomba. Tres dels músics van morir: el cantant Fran O'Toole, el trompetista Brian McCoy i el guitarrista Tony Geraghty.
Brian McCoy va ser el primer a morir, després de rebre nou trets a l'esquena i el coll disparats per una pistola Luger de 9 mm en la primera ràfega. Malgrat la situació, Tony Geraghty i Fran O'Toole van intentar portar a un lloc segur a Stephen Travers, ferit greument, però no van ser capaços de traslladar-lo massa lluny. [41] Fran O'Toole va intentar fugir, però va ser ràpidament perseguit pels homes armats que van saltar immediatament al camp adjacent perseguint-lo. Després va ser metrallat 22 vegades, principalment a la cara, mentre estava tombat a terra. Tony Geraghty també va intentar escapar, però va ser capturat pels paramilitars i li van disparar dues vegades a la part posterior del cap i diverses vegades a l'esquena. Els dos homes van suplicar per la seva vida abans de ser executats. Un havia cridat: "Si us plau, no em disparis, no em matis".
El baixista Stephen Travers va ser greument ferit per una bala expansiva que disparada quan els paramilitars va ncomençar a disparar. havien començat a disparar. Va sobreviure fent veure que era mort, ja que es trobava al costat del cos de McCoy. El saxofonista Des McAlea, que era el que estava més a prop del microbús en el moment de l'explosió, havia sigut colpejat per una porta però no va resultar ferit. Estava amagat en un sotabosc espès, cara avall, sense ser detectat pels homes armats. També va sobreviure callant, fent veure que era mort. Tanmateix, les flames de la bardissa ardent (que havia estat cremada per l'explosió) aviat es van apropar perillosament a on es trobava; es va veure obligat a deixar el seu amagatall. En aquest moment, els homes armats havien abandonat l'escena, suposant que tots els altres havien mort. Posteriorment, Travers va recordar haver escoltat un dels pistolers que marxaven dir al seu company que havia donat una puntada de peu al cos de McCoy per assegurar-se que no vivia: "Vinga, aquests bastards estan morts. Els he disparat amb dums-dums". McAlea es va dirigir cap al terraplè fins a la carretera principal, on va poder alertar la caserna de la RUC a Newry.

### Evidència forense i balística
Quan la RUC va arribar al lloc dels fets van trobar cinc cadàvers, un Stephen Travers greument ferit, parts del cos, les restes del minibús destruït, restes de l'explosió de la bomba, bales, cartutxos gastats, i les possessions personals dels membres de la banda, incloent roba, sabates i una fotografia del grup, escampades per tota la zona. També van descobrir un número de registre Ford Escort blanc robat 4933 LZ, que els pistolers havien abandonat, juntament amb dues armes de foc, munició, boines verdes udr i un parell d'ulleres més tard traçades a James McDowell, el pistoler que presumptament havia ordenat els trets.
Un dels primers homes de la RUC que van arribar a Buskhill va ser l'oficial forense (SOCO) James O'Neill. Va descriure l'escena com tenir "l'olor de la mort absoluta, en aquell lloc...sang cremant, pneumàtics cremant". També va afegir que "definitivament aquesta bomba s'havia col·locat per matar tots els d'aquella banda".

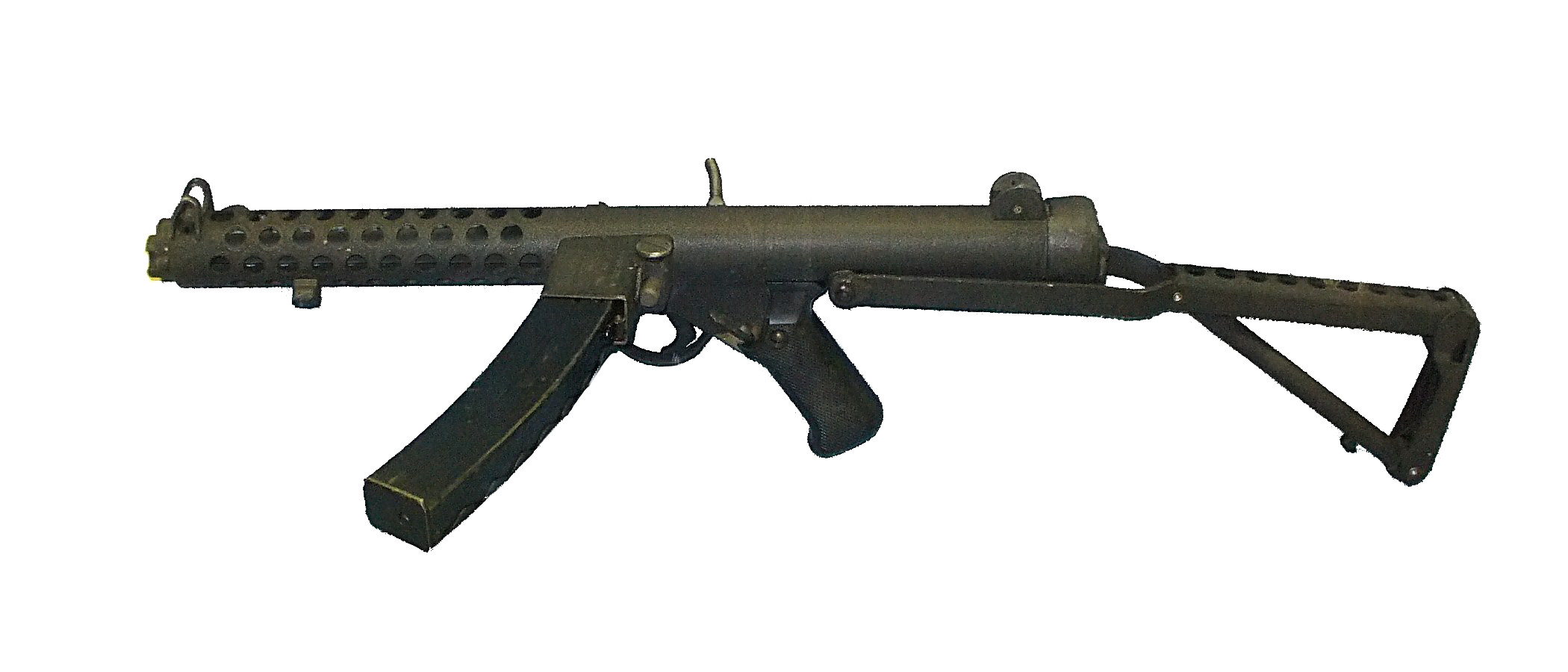
Un subfusell Stearling similar als utilitzats en l'atac

L'evidència balística indica que els 10 paramilitars portàven sis armes de foc. Una investigació independent encarregada pel Centre Pat Finucane ha establert que entre les armes utilitzades, hi havia dos subfusells Sterling de 9 mm i una pistola Luger de 9 mm. Els subfusells, que havien estat robades anys abans d'un arsenal dels B-Specials, estaven relacionades amb d'altres assassinats sectaris anteriors i posteriors, mentre que la pistola s'havia utilitzat per matar el membre de l'IRA John Francis Green, el gener anterior. L'any 2004 el PSNI va confirmar que una pistola Luger de 9 mm va ser rastrejada balísticament tant a l'assassinat de John Francis Green com als assassinats de Miami Showband." El maig de 1976, es van descobrir les empremtes dactilars de Robin Jackson en el canó metàl·lic d'un silenciador casolà construït per a un Luger. Tant el silenciador com la pistola, que més tard es va establir que eren els mateixos utilitzats en els assassinats de la Miami Showband, van ser trobats per les forces de seguretat a casa d'Edward Sinclair. Jackson va ser acusat de possessió del silenciador, però en el judici no va ser condemnat. La pistola Luger va ser destruïda per la RUC el 28 d'agost de 1978.

## Conseqüències

### Reaccions
Al cap de dotze hores de l'atac l'UVF va emetre un comunicat, publicat sota l'epígraf Ulster Central Intelligence Agency - Miami Showband Incident Report:
| « | Una patrulla de l'UVF dirigida pel major Boyle sospitava de dos vehicles, un minibús i un cotxe aparcats a prop de la frontera. El major Boyle va ordenar a la seva patrulla que arrestés els ocupants per ser interrogats. Quan els interrogaven, el major Boyle i el tinent Somerville van començar a registrar el microbús. En entrar al vehicle, es va detonar una bomba i els dos homes van morir directament. En el moment precís de l'explosió, la patrulla va rebre un intens foc automàtic dels ocupants de l'altre vehicle. El sergent va ordenar immediatament respondre al foc. Utilitzant rifles d'autocàrrega i metralladores, la patrulla va tornar a disparar, matant tres dels seus atacants i ferint-ne un altre. Posteriorment, la patrulla va recuperar dos rifles Armalite i una pistola. L'UVF manté patrulles frontereres regulars a causa de la continuada activitat de l'IRA provisional. El batalló Mid-Ulster ha estat ajudant les unitats South Down-South Armagh des que una bomba camuflada l'IRA a Forkhill va matar quatre soldats britànics. Tres membres de l'UVF estan rebent tractament per ferides de trets pels fets d'ahir a la nit, però no a l'hospital. | » |

El comunicat també afegia:
| « | Sembla que la patrulla de l'UVF va sorprendre els membres d'una organització terrorista transferint armes al minibús de la Miami Showband, i que aquesta transportava un dispositiu explosiu amb un propòsit il·legal. És obvi, per tant, que la patrulla de l'UVF tenia justificaió per actuar i que l'assassinat dels tres membres de Showband s'hauria de considerar com un homicidi justificat. Els oficials i agents de l'Ulster Central Intelligence Agency feliciten l'UVF per les seves accions i ofereixen la seva més profunda simpatia als familiars dels dos oficials que van morir mentre intentaven treure la bomba del microbús. | » |

Els assassinats van impactar fortament a Irlanda del Nord i la República d'Irlanda, i van pressionar les relacions anglo-irlandeses. The Irish Times va informar que la nit següent a l'atac, l'ambaixador britànic Arthur Galsworthy va ser convocat pel Govern d'Irlanda, que considerava que el govern britànic no havia fet prou per aturar els assassinats sectaris a Irlanda del Nord.
La televisió pública pública irlandesa (RTÉ) va seguir intensament els funerals pels tres músics assassinats, en una retransmissiço on es va afirmar que "el dol profund de les famílies també va ser plorat per Irlanda". Els funerals per Harris Boyle i Wesley Somerville va ser conduït per William McCrea, ministre de l'Església Presbiteriana Lliure de l'Ulster, i membre del Partit Unionista Democràtic.
Segons Peter Taylor, l'atemptat de l'IRA contra el Bar Bayardo, al feu lleialista de Shankill Road (Belfast) el 13 d'agost, va ser una represàlia per les morts de la Miami Showband. Quatre civils protestants (dos homes i dues dones) i el membre de la UVF Hugh Harris van morir en l'atac. Dos dies més tard, el discjòquei de Portadown, Norman "Mooch" Kerr, de 28 anys, va ser assassinat per trets per l'IRA quan recollia el seu equip després d'un espectacle al Bar Camrick d'Armagh. Tot i que no era membre de cap grup paramilitar lleialista, era un amic íntim de Harris Boyle i sovient se'ls veia junts.

### Condemnes
Diversos sospitosos van ser detinguts per la RUC a principis d'agost d'aquell any. Un d'ells, el caporal major de la companyia C, 11è batalló de l'UDR, Thomas Raymond Crozier (25 anys, de Lurgan), va ser acusat dels assassinats de Miami. Es creia que havia estat traït per un membre de la banda.
Thomas Crozier va explicar que la nit dels assassinats havia conduït fins una escola de Lurgan, on havia recollit dos homes. Després es va dirigir a l'autopista Newry-Banbridge i es va reunir amb cinc homes més, que portaven uniformes de l'Exèrcit britànic. Posteriorment van establir un control de carretera amb "tots els útils d'un control militar regular". Crozier va dir a la policia, i més tard a un tribunal, que no havia tingut un paper important en l'atac. Es va negar a revelar els noms dels seus còmplices, ja que considerava que fer-ho posaria en perill la vida de la seva família.
El 22 de gener de 1976, un segon soldat de l'UDR, el sergent James Roderick Shane McDowell (de 29 anys, treballador d'òptica, també de Lurgan) va ser detingut i acusat dels assassinats. Formava part de la mateixa unitat de l'UDR que Crozier. La RUC el va identificar grpacies a les ulleres que s'havien trobat a l'escena del crim.
El 15 d'octubre de 1976, Crozier i McDowell van rebre cadena perpètua pels assassinats de Miami Showband. Els dos s'havien declarat culpables. El jutge, sentenciant McDowell i Crozier a 35 anys de presó cadascun, havia dictat les condemnes més llargues de la història d'Irlanda del Nord; va afirmar que "cal aturar els assassinats com el de la Miami Showband". Va afegir que si no s'hagués abolit la pena de mort, s'hauria imposat en aquest cas. Durant el judici, Des McAlea havia rebut amenaces de mort que el feien témer per la seguretat de la seva família; això va fer que finalment abandonés Irlanda del Nord.
Una tercera persona, l'antic soldat de l'UDR John James Somerville (37 anys, germà de Wesley), va ser detinguda després d'una incursió de la RUC a Dungannon el 26 de setembre de 1980. També va ser acusat pels fets, per intent d'asassinat de Stephen Travers i l'assassinat de Patrick Falls el 1974. El 9 de novembre de 1981 se li van imposar quatre condemnes a cadena perpètua (tres per l'assassinat dels membres de Miami Showband i una per l'assassinat de Falls); s'havia declarat culpable.
Els tres membres de l'UVF condemnats, tot i admetre haver estat al lloc, van negar haver afusellat a ningú. Cap dels homes no va delatar mai els seus còmplices ni els altres homes armats de l'UVF que no van ser detinguts. Els tres homes van ser internats a la presó de Maze, als afores de Lisburn. La revista Fortnight va informar que l'1 de juny de 1982, John James Somerville va iniciar una vaga de fam per obtenir un estatus de presoner especial. Crozier, McDowell i Somerville van ser alliberats després de l'Acord de Divendres Sant.

### Al·legacions
Un de les majors controvèrsies del cas ha estat la presència del capità Robert Nairac al lloc dels fets i la seva responsabilitat en l'atac. L'antic agent del servei d'intel·ligència britànic, el capità Fred Holroyd, i altres, van suggerir que Nairac havia organitzat l'atac en cooperació amb Robin Jackson i la Brigada Mid-Ulster l'UVF. En el seu primer discurs parlamentari el 7 de juliol de 1987, el diputat de Ken Livingstone va dir a la Cambra dels Comuns que "era probable" que Nairac hagués organitzat l'atac. Els membres de la banda supervivents, Stephen Travers i Des McAlea, van dir a la policia, i després van declarar al tribunal, que un oficial de l'Exèrcit britànic amb un "accent anglès clar i retallat" supervisava l'atac de Buskhill, fet que reforçaria la possible presència de Nairac. Segons Martin Dillon al seu llibre The Dirty War, l'afirmació que Nairac estava present en l'atac és errònia, induïda per la falsa associació de Nairac a l'assassinat anterior de John Francis Green, un membre de l'IRA, al comtat de Monaghan, on es va utilitzar la mateixa pistola.
L'any 2018 el diplomàtic Alistair Kerr va publicar una biografia sobre Nairac on s'aportarien coartades documentals que provarien que Nairac no estava a Buskhill supervisant l'atac. Segons Kerr, el 31 de juliol de 1975 a les 4 del matí Nairac estava de vacances, i viatjava per carretera de Londres a Escòcia per anar a pescar. També proporciona altres coartades per a Nairac que impedeix la seva presència als escenaris de l'assassinat de John Francis Green i els atemptats de Dublín i Monaghan. Tanmateix, documents del Ministeri de Defensa britànics publicats el 2020, suggereixen que Nairac va adquirir equips i uniformes per als paramilitars de l'UVF, i que era el responsable de la planificació i execució de l'atac en si mateix.
Una altra acusació persistent és la implicació directa del líder de la Brigada Mid-Ulster de l'UVF, Robin Jackson, natural de Donaghmore, comtat de Down, a una milla i mitja de distància de Buskhill. Va ser un dels homes detingut per la RUC l'agost de 1975, i interrogat com a sospitós dels assassinats, però va ser alliberat sense càrrecs. El grup d'investigació independent encarregat pel Centre Pat Finucane va concloure que hi havia "proves creïbles que el principal autor -de l'atac de la Miami Showband- era un home que no va ser processat, presumpte agent de RUC Special Branch, Robin Jackson".

## Memorials

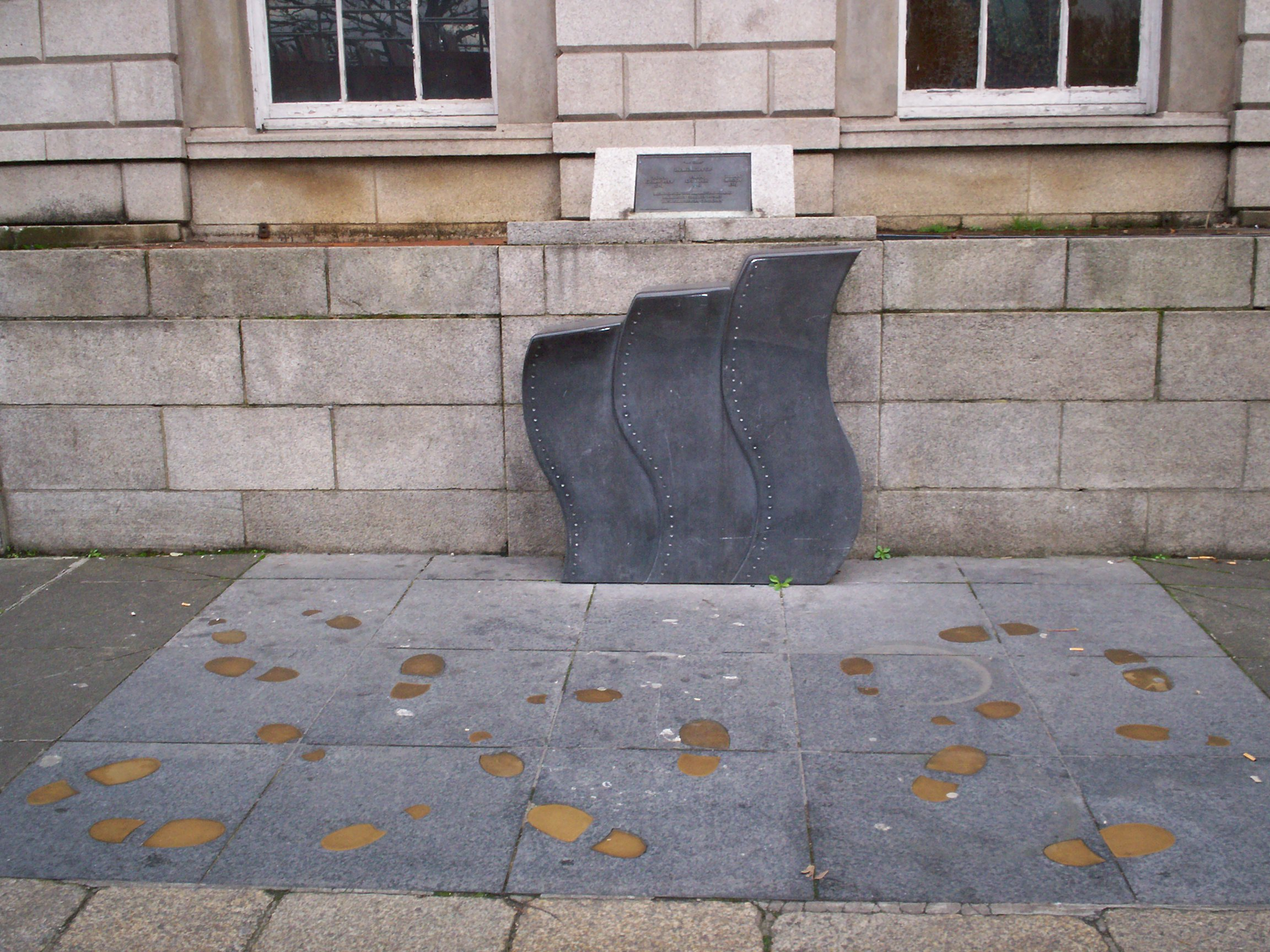
Monument de la plaça Parnell de Dublín

El 10 de desembre de 2007, es va inaugurar un monument dedicat als membres morts de la Miami Showband a la plaça Parnell de Dublin, a l'antiga ubicació del National Ballroom, on la banda tocava sovint. Els supervivents Stephen Travers i Des McAlea van estar presents a la inauguració, així com el Taoiseach Bertie Ahern, que va fer un homenatge. El monument, titulat Let's Dance, està fet de pedra calcària, bronze i granit, per l'escultor del comtat de Donegal, Redmond Herrity.
El 22 de setembre de 2010 es va emetre un segell a Irlanda per commemorar la Miami Showband. El segell de 55 cèntims, dissenyat amb una fotografia publicitària de la banda del 1967, incloïa dos dels membres assassinats, Fran O'Toole i Brian McCoy, com a part de la formació quan Dickie Rock era el cap. Va ser una de les sèries de quatre segells emesos per An Post, que commemorava "l'edat d'or de les showbans irlandeses, des dels anys cinquanta fins als setanta". [24] La banda és recordada a la cançó "The Miami" del cantautor folk anglès Jez Lowe al seu àlbum Jack Common's Anthem.

## Documentals
L'any 2005 la BBC va estrenar el documental The Day The Music Died, produït per DoubleBand Films, que narrava els fets amb entrevistes als tres supervivents de la banda. L'any 2010 l'RTÉ irlandesa va dedicar el capítol 4 de la seva sèrie documental Bombings a la massacre de la Miami Showband. L'any 2019 es va estrenar un documental de Netflix sobre els fets, titulat ReMastered: The Miami Showband Massacre, on destacaven els esforços de Steve Travers per esclarir la responsabilitat de l'atac.